# Boulevard
Ein Boulevard (IPA: [buləˈvaːɐ̯], anhörenⓘ oder [bʊlˈvaːɐ̯]) ist eine breite von Bäumen flankierte und entlang einer ehemaligen Stadtmauer verlaufende Straße in Großstädten. Boulevards sind meist als Straßenring angelegt und umgeben folglich die ehemalige Kernstadt ringförmig. Die Bezeichnung Boulevard wird im weiteren Sinn für Prachtstraßen oder repräsentative Straßen jeglicher Art verwendet.

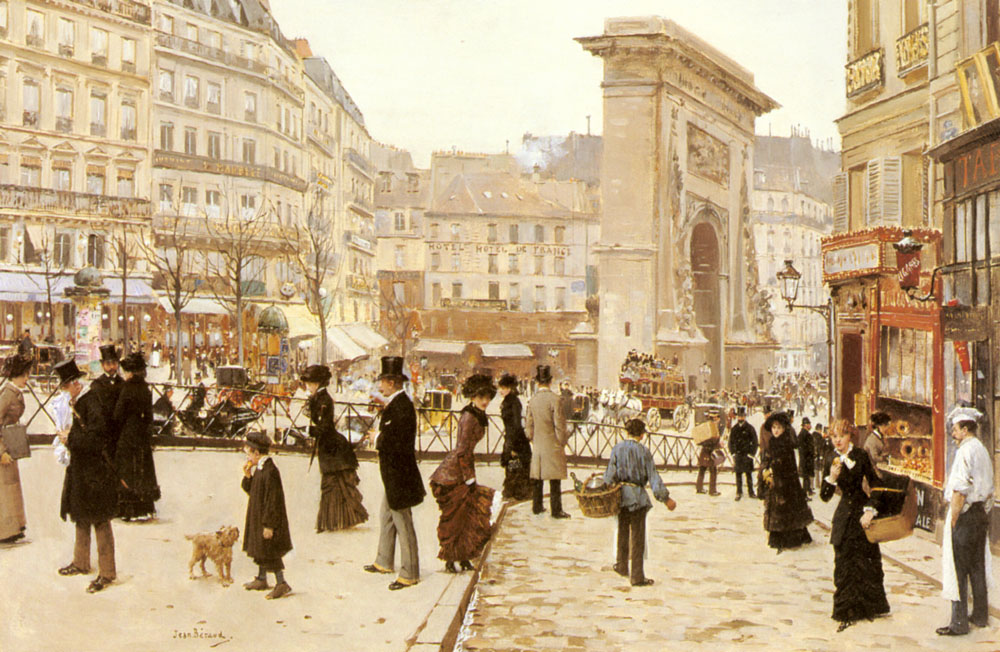
Der Boulevard Saint-Denis mit der Porte Saint-Denis in Paris, Gemälde von Jean Béraud (1899)

Paris – Boulevard Saint-Denis mit der Porte Saint-Denis (September 2014)

## Geschichte

Jean Boisseau – Stadtplan von Paris (1654), Ausschnitt: Bastille mit „Le Grand Boulevart“

Die Wortherkunft aus dem mittelniederländischen „bulwerc“ (deutsch „Bollwerk“, englisch bulwark, italienisch balvardo) lässt auf ihre ursprüngliche bauliche Orientierung schließen. Sie wurden auf städtischen Freiflächen angelegt, die aus geschleiften Stadtmauern entstanden, die eine Stadt meist ring- oder halbringförmig umfassten. Zunächst tauchte die Bezeichnung „Le Grand Boulevart“ jedoch als Name für eine ummauerte Freifläche auf, die sich auf einer 1654 von Jean Boisseau gezeichneten Karte neben der Bastille am heutigen Boulevard Beaumarchais befand.
Ab Juni 1670 wurden in Paris die unter Philippe Auguste errichteten Forts und Stadtmauern unter König Louis XIV. abgerissen und die Gräben verfüllt. An ihrer Stelle sollten Straßen gebaut werden. Es gab zwei Projekte innerhalb der „boulevard intérieur“, die nördlichen („boulevard du Nord“) und südlichen („boulevard du Midi“). Ihre Bezeichnung weist auf ihre (heutige) Lage hin, denn die nördlichen liegen auf der Rive Droite (also nördlich der Seine), die südlichen entsprechend auf der Rive Gauche (südlich der Seine). Die nördlichen mit einer Länge von 2643 Metern wurden ursprünglich in zwölf Sektionen aufgeteilt, und zwar die Boulevards Bourdon und Saint Antoine (heute: Boulevard Beaumarchais; 750 m), des Filles-du-Calvaire (210 m), du Temple (405 m), Saint-Martin (470 m), Saint Denis (210 m), de Bonne Nouvelle (347 m), Poissonière (351 m), Montmartre (215 m), des Italiens (390 m), des Capucines (440 m) und de la Madelaine (220 m). Die nördlichen Boulevards wurden 1704 fertiggestellt, die südlichen 1761. Die Kernsektion hiervon – zwischen dem Boulevard de la Madeleine an der La Madeleine-Kirche und dem Boulevard Beaumarchais an der Place de la Bastille – werden seit 1785 Grands Boulevards genannt. Der Boulevard Beaumarchais hatte einen 18 Meter breiten Mittelstreifen und wurde am 7. Juni 1670 als einer der ersten in Auftrag gegeben. Die südlichen sind 8.257 Meter lang mit ursprünglich sieben Sektionen, nämlich den Boulevards de l’Hôpital (1.395 m; am 9. August 1760 fertig), des Gobelins (heute Boulevard Auguste-Blanqui; 1.040 m), de la Glacière (jetzt Boulevard Auguste-Blanqui), Saint-Jacques (575 m), d’Enfer (heute: Boulevard Raspail; 2.370 m), du Montparnasse (1.632 m) und des Invalides (1.245 m).
Darüber hinaus wurden die äußeren Boulevards („boulevard extérieurs“) – wiederum mit einer nördlichen und südlichen Sektion – am Verlauf der zwischen 1784 und 1797 errichteten Zollgrenze angelegt. Die Rotunde vom Parc Monceau gehört hierzu. Ab 1780 begann auf den Pariser Boulevards eine systematische Straßenreinigung. Am 10. April 1783 schrieb ein königliches Dekret auch für bereits bestehende Straßen eine Breite von mindestens 27 Metern vor, was notfalls durch Abriss von Häusern zu realisieren war. Bis 1850 waren die Straßen schotterähnlich asphaltiert und die Bürgersteige („trottoirs“) asphaltiert, Gaslaternen („becs intensifs“) wurden 1878 installiert. Der typische Flaneur der Boulevards wurde als boulevardier bezeichnet. Im Jahr 1860 entschied allerdings eine Nomenklaturkommission, dass ab sofort die Bezeichnung Boulevard ringförmig verlaufenden Straßen vorbehalten bleiben sollte: daher die Bezeichnung der Boulevards des Maréchaux einerseits und der Name Avenue de l’Opéra andererseits.
In Paris sind die Boulevards Saint-Germain (3150 m), Malesherbes (2650 m) und Haussmann (2530 m) die längsten. Sie werden von der längsten Straße in Paris, der schon 1523 nachgewiesenen Rue de Vaugirard (4360 m), übertroffen. Die breiteste Pariser Straße ist mit 120 Metern die Avenue Foch, die jedoch kein Boulevard ist.

## Abgrenzungen in Frankreich
Boulevards, Avenues und Alleen lassen sich in Frankreich klar voneinander abgrenzen. Boulevards waren ursprünglich Ringstraßen, die auf der Freifläche einer ehemaligen Stadtmauer angelegt wurden und deshalb halbkreisförmig verliefen (hierzu gehören die Grands Boulevards in Paris). Avenues waren – anders als die Boulevards – eigentlich nicht für Spaziergänger („flâneurs“) konzipiert, doch erfüllten sie diese Funktion und erhielten im Jahre 1878 Gaslaternen („becs intensifs“) und später auch Abwasservorrichtungen. Avenues waren als geradlinige Direktverbindung zur „banlieue“ (Vororte) gedacht; dieses Konzept wurde jedoch nicht konsequent verfolgt. Die Alleen waren zunächst ländliche Straßen mit Baumbepflanzung als Seitenbegrenzung, bevor sie nach 1670 die Vororte von Paris erreichten.
Die Pariser Boulevards bildeten die Grundform der weltweit mehrspurig angelegten Boulevards. Die Straßenbautechnik unterscheidet drei Arten von Boulevards:
- Boulevards mit Mittelstreifen: der Mittelstreifen trennt die beiden Fahrtrichtungen und ist baumbestanden oder anders begrünt, er dient als Fußgängerweg (Mittelpromenade) oder in neuerer Zeit als Parkplatz (Boulevard de Clichy)
- Boulevards mit Bepflanzung an den Seitenstreifen (Boulevard Saint-Michel)
- Boulevards, die den Durchgangsverkehr vom lokalen Verkehr trennen, indem der Durchgangsverkehr im Mittelstreifen und der örtliche Verkehr auf äußeren parallelen separierten Strecken geführt wird (autobahnähnliche Verkehrsführung; Boulevard périphérique)

## Außerhalb Frankreichs
Die Stadtplaner außerhalb Frankreichs nahmen jedoch nicht immer Rücksicht auf die technischen Voraussetzungen der ursprünglichen Pariser Boulevards, insbesondere auf Ringform und Baumbestand. Boulevards im engeren Sinne konnten nur in Städten entstehen, die einstmals eine Stadtmauer oder ähnliche (ringförmige) Stadtbefestigungen aufwiesen.
Dazu gehörte die Wiener Ringstraße, deren Geschichte am 20. Dezember 1857 begann. Kaiser Franz Joseph I. traf die Entscheidung zur „Auflassung der Umwallung und Fortifikationen der inneren Stadt, so wie der Gräben um dieselbe“ und ordnete den Bau eines Boulevards an dieser Stelle an. Der Bau begann am 29. Februar 1864, die Eröffnung fand am 1. Mai 1865 durch Kaiser Franz Joseph I. statt. Die Kölner Ringe bilden ein für Boulevards typisches Straßensystem, das sich am Verlauf der alten Kölner Stadtmauer orientierte. Die Stadt hatte am 5. Mai 1881 den inneren Befestigungsring erworben, und die 104 Hektar große Freifläche sollte in Anlehnung an die Pariser Stadtplanung und die Wiener Ringstraße als Prachtboulevard angelegt werden. Nach der am 3. Juni 1884 erfolgten Genehmigung des von Josef Stübben entworfenen Bebauungsplans („Kette festlicher Räume“) begann man mit dem Bau der repräsentativen Kölner Ringstraße. Die zehn Abschnitte waren ursprünglich zwischen 32 Meter und 114 Meter breit und wurden am 11. Juni 1886 eröffnet. Sie sind zwar teilweise auch baumbestanden, haben jedoch ihren bepflanzten Mittelstreifen (wie er auf dem Kaiser-Wilhelm-Ring noch vorhanden ist) teilweise verloren.
Straßen wurden jedoch auch dann Boulevards genannt, wenn ihnen diese baulichen Voraussetzungen fehlten. In den USA beispielsweise werden die grid patterns überwiegend in Avenues und Streets aufgeteilt. Boulevards sind hier die Ausnahme und sollen allenfalls ihre verkehrsmäßige Bedeutung betonen (wie der Santa Monica Boulevard in Los Angeles).

## Berühmte Boulevards

### Asien
- Rothschild-Boulevard in Tel Aviv-Jaffa

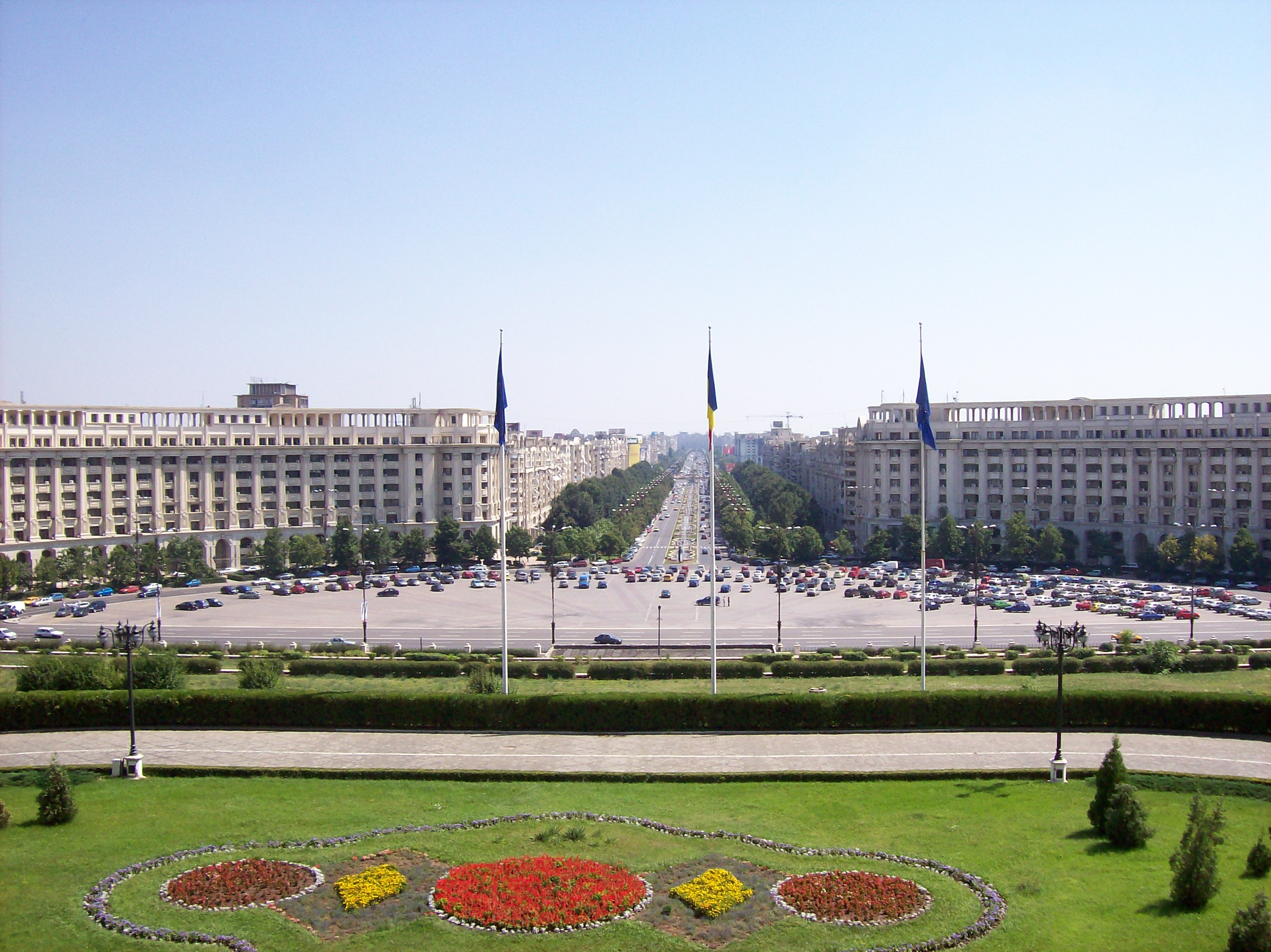
Bulevardul Unirii in Bukarest

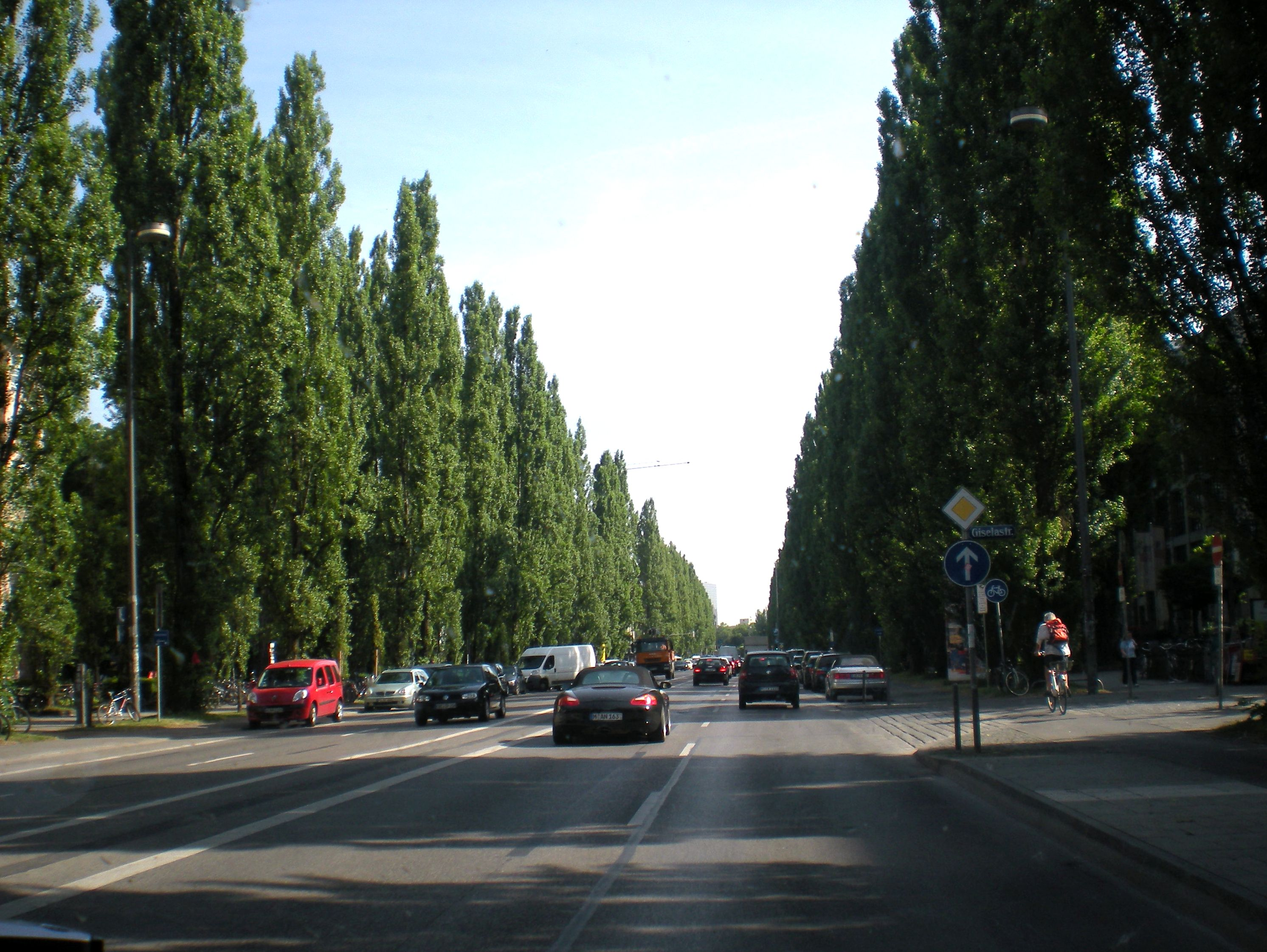
Leopoldstraße in München

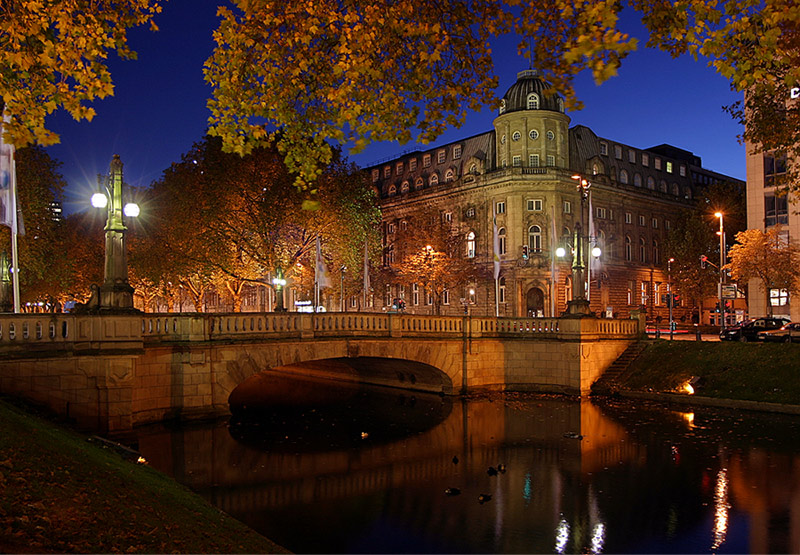
Königsallee in Düsseldorf

### Europa
- Andrássy út in Budapest
- Avenida da Liberdade in Lissabon
- Boulevardring und Gartenring, Moskau
- Bulevardul Unirii in Bukarest
- Gran Vía, Madrid
- Heinrich-Heine-Allee in Düsseldorf
- Königsallee in Düsseldorf
- Königstraße in Stuttgart
- Kurfürstendamm in Berlin
- La Rambla in Barcelona
- Leopoldstraße in München
- Maximilianstraße in München
- Newskij Prospekt in Sankt Petersburg
- Ostwall in Krefeld
- Passeig de Gràcia, Barcelona
- Poppelsdorfer Allee, Bonn
- Rustawelis Gamsiri in Tiflis
- Ulica Piotrkowska in Łódź
- Unter den Linden in Berlin
- Wallring in Recklinghausen
- Wenzelsplatz in Prag
- Wiener Ringstraße

### Nordamerika
- Sunset Boulevard und Wilshire Boulevard, Los Angeles
- Las Vegas Strip („Las Vegas Boulevard“), Las Vegas

## Sonstiges
Populäre Veranstaltungen auf Straßen wurden etwa ab 1777 ebenfalls „Boulevard“ genannt (Boulevardtheater), wohl entstanden durch den Pariser Boulevard du Temple, wo Pantomimen, Seiltanz oder Tiervorführungen stattfanden. Auch die Boulevardzeitung geht ursprünglich auf den massenweisen Straßenverkauf zurück.